# Anželika Terljuha
Anželika Volodymyrivna Terljuha (in ucraino Анжеліка Володимирівна Терлюга?; Odessa, 24 febbraio 1992) è una karateka ucraina, specializzata nel kumite e vincitrice della medaglia d'argento olimpica a Tokyo 2020.

## Palmarès
- Giochi olimpici

Tokyo 2020: argento nei 55 kg.
- Mondiali

Budapest 2023: bronzo nei 55 kg.
- World Games

Birmingham 2022: oro nei 55 kg.
Chengdu 2025: argento nei 55 kg.
- Europei

Tampere 2014: bronzo nel kumite a squadre.
Montpellier 2016: argento nel kumite a squadre.
İzmit 2017: oro nel kumite a squadre, bronzo nei 55 kg.
Novi Sad 2018: oro nei 55 kg.
Guadalajara 2019: oro nel kumite a squadre.
Gaziantep 2022: oro nei 55 kg.
Guadalajara 2023: oro nei 55 kg.
- Giochi europei

Minsk 2019: argento nei 55 kg.
Cracovia-Piccola Polonia 2023: oro nei 55 kg.